# Championnats d'Europe de triathlon longue distance
Les championnats d'Europe de triathlon longue distance se sont déroulés pour la première fois en 1985.
Ces championnats se déroulent sur une seule compétition différenciées pour les femmes et les hommes. Elle se pratiquent sur la distance XL ou XXL. Ils sont organisés par la Fédération européenne de triathlon.

## Historique
Les championnats d'Europe de triathlon longue distance sont créés en 1985 par la Fédération européenne de triathlon (ETU)et font partie d'un cycle de quatre compétitions internationales sur courte distance, moyenne distance, longue distance à laquelle s'ajoute une course par équipe. Chaque compétition décernant les titres européens hommes et femmes correspondant. A sa création l'épreuve longue distance se court sur distance ironman et porte le nom de « championnat d'Europe de triathlon Ironman ». La première édition de l'épreuve se déroule à Almere aux Pays-Bas dans des conditions météorologiques tempétueuses qui impliquent une réduction de la partie natation à 2,4 kilomètres. Le Néerlandais Gregor Stam et la Britannique Sarah Springman sont les premiers triathlètes à inscrire leurs noms au palmarès de l'épreuve.

## Palmarès

### Hommes
| Année | Or                           | Argent                        | Bronze                               |
| ----- | ---------------------------- | ----------------------------- | ------------------------------------ |
| 1985  | Gregor Stam Pays-Bas         | Rob Barel Pays-Bas            | Magnus Lönnqvist Finlande            |
| 1986  | Magnus Lönnqvist Finlande    | Gregor Stam Pays-Bas          | Dirk Aschmoneit Allemagne de l'Ouest |
| 1987  | Axel Koenders Pays-Bas       | Rob Barel Pays-Bas            | Pauli Kiuru Finlande                 |
| 1989  | Axel Koenders Pays-Bas       | Roland Larsson Suède          | Carl Kupferschmid Suisse             |
| 1991  | Ben van Zelst Pays-Bas       | Jos Everts Pays-Bas           | Jürgen Zäck Allemagne                |
| 1993  | Philippe Lie France          | Rob Barel Pays-Bas            | Mark Koks Pays-Bas                   |
| 1995  | Matthias Klumpp Allemagne    | Dirk Van Gossum Belgique      | Rolf Lauterbacher Allemagne          |
| 1997  | Peter Sandvang Danemark      | Morten Fenger Danemark        | Pauli Kiuru Finlande                 |
| 1999  | Jan van der Marel Pays-Bas   | Petr Vabroušek Tchéquie       | Menno Oudeman Pays-Bas               |
| 2003  | Torbjørn Sindballe Danemark  | Guido Gosselink Pays-Bas      | Gerrit Schellens Belgique            |
| 2004  | Gerrit Schellens Belgique    | Nils Görke Allemagne          | Petr Vabroušek Tchéquie              |
| 2005  | Gerrit Schellens Belgique    | Jimmy Johnsen Danemark        | Stephen Bayliss Royaume-Uni          |
| 2006  | Jens Koefoed Danemark        | Stijn Demeulemeester Belgique | Gerrit Schellens Belgique            |
| 2007  | Frederik Van Lierde Belgique | Jonas Colting Suède           | Stephen Bayliss Royaume-Uni          |
| 2008  | Joseph Gambles Royaume-Uni   | Paul Amey Royaume-Uni         | Xavier Le Floch France               |
| 2009  | Rasmus Henning Danemark      | Dirk Bockel Luxembourg        | Massimo Cigana Italie                |
| 2010  | Eneko Llanos Espagne         | Martin Jensen Danemark        | Jimmy Johnsen Danemark               |
| 2011  | Miquel Blanchart Espagne     | Jarmo Hast Finlande           | Peru Alfaro San Ildefonso Espagne    |
| 2012  | Timo Bracht Allemagne        | Mike Aigroz Suisse            | Stephen Bayliss Royaume-Uni          |
| 2013  | Andrej Vistica Croatie       | Trevor Delsaut France         | José Jeuland France                  |
| 2014  | Markus Fachbach Allemagne    | Dirk Wijnalda Pays-Bas        | Chris Fischer Danemark               |
| 2015  | Marek Jaskółka Pologne       | Jaroslav Kovačič Slovénie     | Sergio Marques Portugal              |
| 2016  | Denis Šketako Slovénie       | Sergio Marques Portugal       | Dirk Wijnalda Pays-Bas               |
| 2017  | Joe Skipper Royaume-Uni      | Viktor Zyemtsev Ukraine       | Jaroslav Kovačič Slovénie            |
| 2018  | Timothy Van Houtem Belgique  | Pablo Dapena González Espagne | Morten Brammer Olesen Danemark       |
| 2019  | Kristian Høgenhaug Danemark  | Tomas Renc République tchèque | Morten Brammer Olesen Danemark       |
| 2021  | Patrick Lange Allemagne      | Nils Frommhold Allemagne      | Felix Hentschel Allemagne            |
| 2022  | Kieran Lindars Royaume-Uni   | Niek Heldoorn Pays-Bas        | Kristian Grue Norvège                |
| 2023  | Menno Koolhaas Pays-Bas      | Kieran Lindars Royaume-Uni    | Milan Brons Pays-Bas                 |
| 2024  | Jesper Svensson Suède        | Joshua Lewis Royaume-Uni      | Lars Lomholt Danemark                |

### Femmes
| Année | Or                           | Argent                                   | Bronze                                |
| ----- | ---------------------------- | ---------------------------------------- | ------------------------------------- |
| 1985  | Sarah Springman Royaume-Uni  | Gabriella Hirsemann Allemagne de l'Ouest | Carla van Krouwel Pays-Bas            |
| 1986  | Sarah Springman Royaume-Uni  | Brigitta Sandahl Suède                   | Ann Kearney Irlande                   |
| 1987  | Sarah Coope Royaume-Uni      | Sarah Springman Royaume-Uni              | Irma Zwartkruis Pays-Bas              |
| 1989  | Sarah Coope Royaume-Uni      | Irma Zwartkruis Pays-Bas                 | Sarah Springman Royaume-Uni           |
| 1991  | Thea Sybesma Pays-Bas        | Ada van Zwieten Pays-Bas                 | Katinka Wiltenburg Pays-Bas           |
| 1993  | Anne-Marie Rouchon France    | Élisabeth Poncelet France                | Katinka Wiltenburg Pays-Bas           |
| 1995  | Ines Estedt Allemagne        | Ute Mückel Allemagne                     | Ada van Zwieten Pays-Bas              |
| 1997  | Karin Jørgensen Danemark     | Katja Mayer Allemagne                    | Ghita Gerkman Finlande                |
| 1999  | Irma Heeren Pays-Bas         | Marijke Zeekant Pays-Bas                 | Cora Vlot Pays-Bas                    |
| 2003  | Edith Niederfriniger Italie  | Lisbeth Kristensen Danemark              | Sione Jongstra Pays-Bas               |
| 2004  | Lisbeth Kristensen Danemark  | Stefania Bonazzi Italie                  | Françoise Wellekens Belgique          |
| 2005  | Sara Gross Royaume-Uni       | Bella Comerford Royaume-Uni              | Natallia Barkun Biélorussie           |
| 2006  | Lisbeth Kristensen Danemark  | Martina Dogana Italie                    | Edith Niederfriniger Italie           |
| 2007  | Charlotte Kolters Danemark   | Tine Deckers Belgique                    | Alice Hector Royaume-Uni              |
| 2008  | Natallia Barkun Biélorussie  | Delphine Pelletier France                | Nicole Klingler Liechtenstein         |
| 2009  | Virginia Berasategui Espagne | Edith Niederfriniger Italie              | Charlotte Kolters Danemark            |
| 2010  | Virginia Berasategui Espagne | Jodie Swallow Royaume-Uni                | Edith Niederfriniger Italie           |
| 2011  | Camilla Pedersen Danemark    | Michelle Vesterby Danemark               | Ewa Bugdol Pologne                    |
| 2012  | Rachel Joyce Royaume-Uni     | Sonja Tajsich Allemagne                  | Julia Gajer Allemagne                 |
| 2013  | Diana Riesler Allemagne      | Celia Kuch Allemagne                     | Gabriella Zelinka Hongrie             |
| 2014  | Heleen bij de Vaate Pays-Bas | Tineke Van Den Berg Pays-Bas             | Victoria Gill Royaume-Uni             |
| 2015  | Camilla Lindholm Suède       | Victoria Gill Royaume-Uni                | Eva Potuckova Tchéquie                |
| 2016  | Ewa Bugdol Pologne           | Simona Krivankova République tchèque     | Anne Jensen Danemark                  |
| 2017  | Yvonne van Vlerken Pays-Bas  | Sarissa De Vries Pays-Bas                | Hanna Maksimava Biélorussie           |
| 2018  | Laura Siddall Royaume-Uni    | Alexandra Tondeur Belgique               | Eva Wutti Autriche                    |
| 2019  | Yvonne van Vlerken Pays-Bas  | Lina-Kristin Schink Allemagne            | Sarissa de Vries Pays-Bas             |
| 2021  | Anne Haug Allemagne          | Hanna Maksimava Biélorussie              | Heini Hartikainen Finlande            |
| 2022  | Katharina Wolff Allemagne    | Lina-Kristin Schink Allemagne            | Jenny Älmqvist Nae Suède              |
| 2023  | Els Visser Pays-Bas          | Marlene De Boer Pays-Bas                 | Katrine Græsbøll Christensen Danemark |
| 2024  | Marlene De Boer Pays-Bas     | Alanis Siffert Suisse                    | Jana Uderstadt Allemagne              |

### Tableau des médailles
| Rg. | Pays          | Médaille d'or, Europe | Médaille d'argent, Europe | Médaille de bronze, Europe |    |
| --- | ------------- | --------------------- | ------------------------- | -------------------------- | -- |
| 1   | Pays-Bas      | 13                    | 14                        | 12                         | 39 |
| 2   | Royaume-Uni   | 10                    | 7                         | 6                          | 23 |
| 3   | Danemark      | 10                    | 5                         | 8                          | 23 |
| 4   | Allemagne     | 8                     | 9                         | 6                          | 23 |
| 5   | Belgique      | 4                     | 4                         | 3                          | 11 |
| 6   | Espagne       | 4                     | 1                         | 1                          | 6  |
| 7   | France        | 2                     | 3                         | 2                          | 7  |
| 8   | Suède         | 2                     | 3                         | 1                          | 6  |
| 9   | Pologne       | 2                     |                           | 1                          | 3  |
| 10  | Italie        | 1                     | 3                         | 3                          | 7  |
| 11  | Finlande      | 1                     | 1                         | 5                          | 7  |
| 12  | Biélorussie   | 1                     | 1                         | 2                          | 4  |
| 13  | Slovénie      | 1                     | 1                         | 1                          | 3  |
| 14  | Croatie       | 1                     |                           |                            | 1  |
| 15  | Tchéquie      |                       | 3                         | 2                          | 5  |
| 16  | Suisse        |                       | 2                         | 1                          | 3  |
| 17  | Portugal      |                       | 1                         | 1                          | 2  |
| 18  | Luxembourg    |                       | 1                         |                            | 1  |
| -   | Ukraine       |                       | 1                         |                            | 1  |
| 20  | Autriche      |                       |                           | 1                          | 1  |
| -   | Irlande       |                       |                           | 1                          | 1  |
| -   | Liechtenstein |                       |                           | 1                          | 1  |
| -   | Hongrie       |                       |                           | 1                          | 1  |
| -   | Norvège       |                       |                           | 1                          | 1  |